# さよなら異世界、またきて明日
『さよなら異世界、またきて明日』（さよならいせかい、またきてあした）は、風見鶏による日本のライトノベル。2020年1月5日から1月17日までカクヨムで試し読みとして先行掲載された（全13話）後、2020年2月からイラストをにもしが担当する形で富士見ファンタジア文庫 (KADOKAWA) より刊行されている。
『このライトノベルがすごい！2021』では、本作が文庫部門で第18位、新作部門で第9位にランクインした。
メディアミックスとして、kesimaによる漫画版がウェブコミック配信サイト『コミックブリーゼ』（キルタイムコミュニケーション）にて2021年3月から連載されている。

## あらすじ
ケースケは異世界に迷い込んでしまう。そこは、滅びかけている異世界であった。旅中で出会った少女・ニトに探し物を手伝うことをお願いされたケースケはその後、届け屋で「物語」を探していると話すシャロルという少女と出会い、「灯花祭」という祭りを復活させることとなる。

## 登場人物
ケースケ
本作の主人公。滅びかけている異世界に迷い込んだ高校生の少年。「ヤカン」と名付けた蒸気機関車に乗りながら旅を続けている。
ニト
ケースケが旅中で出会ったハーフエルフの少女。

## 既刊一覧

### 小説
- 風見鶏（著）・にもし（イラスト）、KADOKAWA〈富士見ファンタジア文庫〉、既刊2巻（2020年6月19日現在）
  - 『さよなら異世界、またきて明日 旅する絵筆とバックパック30』、2020年2月20日発売[7]、ISBN 978-4-04-073541-2
  - 『さよなら異世界、またきて明日II 旅する轍と希望の箱』、2020年6月19日発売[6]、ISBN 978-4-04-073734-8

### 漫画
- 風見鶏（原作）・kesima（漫画）・にもし（キャラクター原案） 『さよなら異世界、またきて明日』 キルタイムコミュニケーション〈ブリーゼコミックス〉、既刊1巻（2022年7月14日現在）
  1. 2022年7月14日発売[8]、ISBN 978-4-7992-1667-5